# Surf Nazis Must Die
Pour plus de détails, voir Fiche technique et Distribution.
Surf Nazis Must Die est un film américain réalisé par Peter George, sorti en 1987. Il est considéré par beaucoup de cinéphiles comme un classique des navets américains.

## Synopsis
Un groupe de surfeurs néo-nazis sème la terreur sur une plage, étant raciste, ce gang s'attaque à un jeune afro-americain et le tue. Sa mère apprenant sa mort décide de sortir de sa maison de retraite et de le venger. S'ensuit une croisade violente.

## Fiche technique
- Titre original : Surf Nazis Must Die
- Réalisation : Peter George
- Scénario : Jon Ayre et Peter George
- Production : Peter George et Robert Tinnell (en)
- Société de production : Troma Entertainment
- Musique : Jon McCallum
- Photographie : Rolf Kestermann
- Montage : Craig A. Colton
- Pays d'origine : États-Unis
- Format : Couleurs
- Genre : Action, comédie
- Durée : 83 minutes
- Date de sortie : 1987

## Distribution
- Gail Neely : Eleanor 'Mama' Washington
- Robert Harden : Leroy
- Barry Brenner : Adolf
- Dawn Wildsmith : Eva
- Michael Sonye : Mengele
- Joel Hile : Hook
- Gene Mitchell : Brutus
- Bobbie Bresee : la mère de Smeg

## Bande originale
La bande originale de Surf Nazis Must Die a été composée par Jon Mccallum et présente une utilisation intensive des synthétiseurs. La bande-son a fait l’objet d’un disque vinyle officiel de Strange Disc Records en septembre 2014 avec une pochette également réalisée par Mccallum.

### Liste des musiques
1. "Once You've Caught the Wave" (0:59)
2. "Opening Titles" (1:44)
3. "The Youth of Tomorrow" (1:48)
4. "After the Quake" (5:53)
5. "Across the River" (2:06)
6. "Visit to the Morgue" (0:59)
7. "In the Church" (2:01)
8. "Nobody Goes Home" (2:12)
9. "Mama Sends Her Love" (2:44)
10. "Before the Fight" (3:26)
11. "Chase Through the Boatyard" (5:10)
12. "The Last Wave" (1:35)
13. "Fangoria Weekend 1986 Promo" (2:27)

## Anecdote
Dans la version française, « the Nazi Surfers » est traduit par « les surfeurs nasty » (/naːstiː/)